# Dmitri Vyalchinov
Dmitri Anatolyevich Vyalchinov (tiếng Nga: Дмитрий Анатольевич Вяльчинов; sinh ngày 21 tháng 8 năm 1986) là một cầu thủ bóng đá người Nga. Anh thi đấu cho F.K. Rotor-2 Volgograd.